# Plebejus subarcticus
Plebejus subarcticus är en fjärilsart som beskrevs av Ralph L. Chermock 1944. Plebejus subarcticus ingår i släktet Plebejus och familjen juvelvingar. Inga underarter finns listade i Catalogue of Life.